# Front Sandinista d'Alliberament Nacional
El Front Sandinista d'Alliberament Nacional (en castellà: Frente Sandinista de Liberación Nacional, FSLN) és una organització política d'esquerres nicaragüenca, fundada el 1962 pels comandants Carlos Fonseca, Tomás Borge, Silvio Mayorga, Germán Pomares, Rigoberto Cruz, Jorge Navarro y Francisco Buytrago, com a organització armada contra la dictadura d'Anastasio Somoza García i reconvertida l'any 1984 en partit polític social-demòcrata per Daniel Ortega.
Es proclama seguidor de la ideologia i del moviment encapçalat pel líder nicaragüenc Augusto César Sandino (del que va prendre el nom), que va emprendre una guerra de guerrilles contra la intervenció nord-americana al seu país durant les primeres dècades del segle xx.
El FSLN va liderar la lluita armada contra la dictadura de la família Somoza a Nicaragua a partir de la seva fundació, passant per diversos períodes, realitzant accions armades i polítiques fins que va estar a punt de desaparèixer a principis de la dècada dels 70. Una vegada reorganitzat, el 1974 inicia un procés creixent d'activitats armades que s'incrementen al màxim a partir de mitjan 1978 fins a assolir el triomf revolucionari el juliol del 1979. En el seu exèrcit hi participaven nenes soldat.
Aquesta lluita, coneguda com a Revolució sandinista es veu culminada amb l'entrada dels guerrillers a Managua el 19 de juliol de 1979, enderrocant la dictadura d'Anastasio Somoza Debayle, fill del també dictador Anastasio Somoza. El FSLN, liderat per Daniel Ortega va assumir el govern de Nicaragua davant l'assetjament dels Estats Units, que finançaven i adoctrinaven l'organització d'extrema dreta coneguda com "la Contras" formada a partir d'unitats de l'exèrcit de la dictadura que havien fugit cap al país veí d'Hondures.
El FSLN va iniciar un govern de reconstrucció nacional que va millorar substantivament les condicions de vida de les classes populars, i que va incorporar persones dels diversos sectors de la societat nicaragüenca, govern que va patir alguns sotracs interns a causa de les diferències sobre com conduir el procés revolucionari.
Convocades eleccions presidencials el 1990, i sempre sota l'amenaça de les actuacions armades de "la Contra", el FSLN va perdre les eleccions per escàs marge davant de la candidata de la Unidad Nacional Opositora (UNO) Violeta Barrios de Chamorro, que va encapçalar un govern de dretes que va posar fi al procés revolucionari. No fou fins a les eleccions del 2006, del 2011 i també del 2016, que el president de Nicaragua elegit va pertànyer un altre cop al FSLN.

## Resultats electorals

### Eleccions presidencials
| Any  | Candidat      | Vots      | %           | Resultat |
| ---- | ------------- | --------- | ----------- | -------- |
| 1984 | Daniel Ortega | 735,967   | 66,97 / 100 | Electe   |
| 1990 | Daniel Ortega | 579.886   | 40,82 / 100 | Derrota  |
| 1996 | Daniel Ortega | 664,909   | 37,83 / 100 | Derrota  |
| 2001 | Daniel Ortega | 922,436   | 42,28 / 100 | Derrota  |
| 2006 | Daniel Ortega | 854.316   | 38,07 / 100 | Electe   |
| 2011 | Daniel Ortega | 1,569,287 | 62,46 / 100 | Electe   |
| 2016 | Daniel Ortega | 1,806,651 | 72,44 / 100 | Electe   |
| 2021 | Daniel Ortega | 2,093,834 | 75,87 / 100 | Electe   |

### Eleccions legislatives
| Any  | Líder         | Vots      | %      | Escons  | +/– | Pos. |
| ---- | ------------- | --------- | ------ | ------- | --- | ---- |
| 1984 | Daniel Ortega | 729,159   | 66.78% | 61 / 96 | Nou | 1r   |
| 1990 | Daniel Ortega | 579,723   | 40.84% | 39 / 92 | 22  | 2n   |
| 1996 | Daniel Ortega | 626,178   | 36.46% | 36 / 93 | 3   | = 2n |
| 2001 | Daniel Ortega | 915,417   | 42.6%  | 39 / 92 | 3   | = 2n |
| 2006 | Daniel Ortega | 840,851   | 37.59% | 38 / 92 | 1   | 1r   |
| 2011 | Daniel Ortega | 1,583,199 | 60.85% | 63 / 92 | 25  | = 1r |
| 2016 | Daniel Ortega | 1,590,316 | 65.86% | 70 / 92 | 7   | = 1r |
| 2021 | Daniel Ortega | 2,039,717 | 74.17% | 75 / 90 | 5   | = 1r |